# Thryallis maculosus
Thryallis maculosus är en skalbaggsart som beskrevs av Thomson 1858. Thryallis maculosus ingår i släktet Thryallis och familjen långhorningar.
Artens utbredningsområde är Honduras. Inga underarter finns listade i Catalogue of Life.